# Securinega flexuosa
Securinega flexuosa là một loài thực vật thuộc họ Euphorbiaceae. Đây là loài đặc hữu của Philippines.